# Dulquer Salmaan
Dulquer Salmaan (Cochin, 28 juli 1983) is een Indiaas acteur die voornamelijk in Malayalam, Tamil, Telugu en Hinditalige films speelt.

## Biografie
Salmaan maakte zijn acteerdebuut met Second Show (2012). Sindsdien heeft hij zich gevestigd als een hoofdrolspeler in de Indiase filmindustrie met verschillende kritisch en commercieel succesvolle films, waaronder Ustad Hotel (2012), ABCD (2013) , Neelakasham Pachakadal Chuvanna Bhoomi (2013), Vaayai Moodi Pesavum (2014), Bangalore Days (2014), Vikramadithyan (2014), O Kadhal Kanmani (2015), Charlie (2015), Kali (2016), Kammatti Paadam (2016), Jomonte Suvisheshangal (2017) en Kurup (2021). Zijn best scorende releases kwamen met Mahanati (2018), Sita Ramam (2022) en Lucky Baskhar (2024). Ook is hij de oprichter van het filmproductiebedrijf Wayfarer Films en samen met zijn vader Mammootty directeur van het Motherhood ziekenhuis in Bangalore.

## Filmografie

### Films
| Jaar | Film                                   | Rol                                                | Taal            | Opmerking                |
| ---- | -------------------------------------- | -------------------------------------------------- | --------------- | ------------------------ |
| 2012 | Second Show                            | Harilal                                            | Malayalam       |                          |
| 2012 | Ustad Hotel                            | Faizal Abdul Razak                                 | Malayalam       |                          |
| 2012 | Theevram                               | Harsha Vardhan                                     | Malayalam       |                          |
| 2013 | ABCD: American-Born Confused Desi      | Jones Isaac                                        | Malayalam       |                          |
| 2013 | 5 Sundarikal                           | gewonde stuntman                                   | Malayalam       | verhaal: Kullante Bharya |
| 2013 | Neelakasham Pachakadal Chuvanna Bhoomi | Kassi                                              | Malayalam       |                          |
| 2013 | Pattam Pole                            | Karthikeyan                                        | Malayalam       |                          |
| 2014 | Salalah Mobiles                        | Afzal                                              | Malayalam       |                          |
| 2014 | Vaayai Moodi Pesavum                   | Aravind                                            | Tamil           | tweetalige film          |
| 2014 | Samsaaram Aarogyathinu Haanikaram      | Aravind                                            | Malayalam       | tweetalige film          |
| 2014 | Bangalore Days                         | Arjun                                              | Malayalam       |                          |
| 2014 | Vikramadithyan                         | Adithyan Menon                                     | Malayalam       |                          |
| 2014 | Njaan                                  | K. T. N. Kottoor/ Ravi Chandrasekhar               | Malayalam       |                          |
| 2015 | 100 Days of Love                       | Balan K. Nair/ Rocky K. Nair                       | Malayalam       |                          |
| 2015 | O Kadhal Kanmani                       | Aditya Varadarajan                                 | Tamil           |                          |
| 2015 | Charlie                                | Charlie                                            | Malayalam       |                          |
| 2016 | Kali                                   | Siddharth                                          | Malayalam       |                          |
| 2016 | Kammatipaadam                          | Krishnan                                           | Malayalam       |                          |
| 2016 | Annmariya Kalippilaanu                 | engel                                              | Malayalam       | cameo                    |
| 2017 | Jomonte Suvisheshangal                 | Jomon T. Vincent                                   | Malayalam       |                          |
| 2017 | Comrade in America                     | Ajith Mathew                                       | Malayalam       |                          |
| 2017 | Parava                                 | Imran                                              | Malayalam       | gastoptreden             |
| 2017 | Solo                                   | Shekhar/ Trilok/ Siva/ Rudra Ramachandran          | Tamil Malayalam | tweetalige film          |
| 2018 | Mahanati                               | Gemini Ganesan                                     | Telugu          |                          |
| 2018 | Karwaan                                | Avinash Rajpurohit                                 | Hindi           |                          |
| 2019 | Oru Yamandan Premakadha                | Mohanlal John Kombanayil                           | Malayalam       |                          |
| 2019 | The Zoya Factor                        | Nikhil Khoda                                       | Hindi           |                          |
| 2020 | Varane Avashyamund                     | Bibeesh P.                                         | Malayalam       | ook producent            |
| 2020 | Kannum Kannum Kollaiyadithaal          | Siddharth                                          | Tamil           |                          |
| 2020 | Maniyarayile Ashokan                   | Arjun                                              | Malayalam       | cameo, ook producent     |
| 2021 | Kurup                                  | Sudhakara Kurup/ Gopi Krishnan/ Alexander Gelmosby | Malayalam       | ook producent            |
| 2022 | Hey Sinamika                           | Yaazhan                                            | Tamil           |                          |
| 2022 | Salute                                 | Aravind Karunakaran                                | Malayalam       | ook producent            |
| 2022 | Sita Ramam                             | Ram                                                | Telugu          |                          |
| 2022 | Chup: Revenge of the Artist            | Sebastian Gomes                                    | Hindi           |                          |
| 2023 | King of Kotha                          | Kotha Raju                                         | Malayalam       | ook producent            |
| 2024 | Kalki 2898 AD                          | beschermer van Bhairava                            | Telugu          | cameo                    |
| 2024 | Lucky Baskhar                          | Baskhar Kumar                                      | Telugu          |                          |

### Webseries
| Jaar | Serie          | Rol         | Taal  | Platform |
| ---- | -------------- | ----------- | ----- | -------- |
| 2023 | Guns & Gulaabs | Arjun Varma | Hindi | Netflix  |

## Discografie
| Jaar | Album                             | Nummer                   | Taal      |
| ---- | --------------------------------- | ------------------------ | --------- |
| 2013 | ABCD: American-Born Confused Desi | "Johny Mone Johny"       | Malayalam |
| 2014 | Manglish                          | "Njanga Poneanutta"      | Malayalam |
| 2015 | Charlie                           | "Chundari Penne"         | Malayalam |
| 2017 | Comrade in America                | "Vaanam Thilathilakkanu" | Malayalam |
| 2017 | Comrade in America                | "Kerala Manninayi"       | Malayalam |
| 2017 | Parava                            | "Ormakal"                | Malayalam |
| 2018 | Kalyanam                          | "Dhrithangapulakithan"   | Malayalam |
| 2018 | Malayala Manorama AD              | "Puthu Malayalam"        | Malayalam |
| 2019 | Dear Comrade                      | "Comrade Anthem"         | Malayalam |
| 2019 | Sarbath Kadha                     | "Sarbath Anthem"         | Malayalam |
| 2020 | Maniyarayile Ashokan              | "Unnimaya Song"          | Malayalam |
| 2021 | Kurup                             | "Dingiri Dingale"        | Malayalam |
| 2022 | Hey Sinamika                      | "Achamillai Achamillai"  | Tamil     |